# جبل الحديد
 جبل الحديد  هو جبل يقع في جزيرة أبو موسى في جنوب الخليج العربي، تتبع ل إمارة الشارقة  في دولة الإمارات العربية المتحدة،
قمة الجبل أعلى نقطة في الجزيرة، لقد بنوا الإنجليز برجاً لمراقبة الممرات السفن، وكذلك برجاً للتلغراف إبان حكمهم للجزيرة قبل الاحتلال الإيراني في عام 1971 م، والبرج هو بناء مُرتَفع على شكل مُستدير أو مُربَّع ويكون مستقلاًّ أو قسمًا مِن بناء عظيم.